# Q-Power
Q-Power este o companie specializată în producția și distribuția de soluții pentru eficientizarea consumului de energie, din România.
Compania face parte din grupul RTC Holding și are un centru de producție la Sibiu, deschis în 2009.
În anul 2009 compania a avut un rulaj de 2,3 milioane euro.